# Снайдер, Уоррен
Уоррен Бертрам Снайдер (англ. Warren Bertram Snyder; 2 марта 1903, Торонто — 27 марта 1957, Торонто) — канадский гребец, выступавший за сборную Канады по академической гребле в середине 1920-х годов. Серебряный призёр летних Олимпийских игр в Париже, победитель многих студенческих соревнований в составе команды Торонтского университета. Также известен как футболист, обладатель Кубка Грея.

## Биография
Уоррен Снайдер родился 2 марта 1903 года в городе Торонто провинции Онтарио, Канада.
Занимался академической греблей во время учёбы в Торонтском университете, состоял в местной университетской команде «Варсити Блюз», неоднократно принимал участие в различных студенческих соревнованиях. Помимо гребли также играл в баскетбол, бейсбол, регби-футбол, канадский футбол. В канадском футболе в 1920 году стал обладателем Кубка Грея, взяв верх над командой «Торонто Аргонавтс». Являлся членом студенческого объединения Фи Дельта Тета.
Наивысшего успеха как спортсмен добился в сезоне 1924 года, когда вошёл в основной состав канадской национальной сборной и благодаря череде удачных выступлений удостоился права защищать честь страны на летних Олимпийских играх в Париже. В программе распашных рулевых восьмёрок вместе с гребцами Артуром Беллом, Робертом Хантером, Уильямом Лэнгфордом, Харольдом Литтлом, Джоном Смитом, Норманом Тейлором, Уильямом Уоллесом и рулевым Айвором Кэмпбеллом на стадии полуфиналов пришёл к финишу вторым позади команды из Соединённых Штатов, собранной из студентов Йельского университета, и не смог отобраться в финал напрямую. Тем не менее, в дополнительном отборочном заезде канадцы обошли своих соперников из Аргентины, Австралии и Бельгии — тем самым всё же квалифицировались в финал. В решающем заезде участвовали действующие чемпионы Европы из Италии и победители последней Королевской регаты Хенли из Великобритании, но главными соперниками канадского экипажа вновь стали американцы — в итоге Уоррен Снайдер со своей командой финишировал вторым, уступив команде из США почти 16 секунд, и таким образом стал серебряным олимпийским призёром.
После парижской Олимпиады Белл больше не показывал сколько-нибудь значимых результатов в академической гребле на международном уровне.
Окончил университет в 1927 году, получив степень бакалавра наук в области медицины. Впоследствии проживал в пригороде Торонто, работал врачом и коронером. В 1938 году был уволен со службы из-за подозрений в убийстве человека — его обвиняли в том, что он на машине насмерть сбил велосипедиста, находясь при этом в состоянии алкогольного опьянения. Спустя несколько месяцев в феврале 1939 года суд оправдал его, Снайдер вернулся к врачебной практике, хотя коронером уже не был. Оставался медицинским работником в Торонто вплоть до выхода на пенсию в 1957 году.
Умер 27 марта 1957 года в Торонто в возрасте 54 лет.
За выдающиеся спортивные достижения в 1993 году введён в Зал славы спорта Торонтского университета.